# Arquebisbat de Gitega
L'arquebisbat de Gitega (francès: Archidiocèse de Gitega); llatí: Archidioecesis Kitegaënsis) és una seu metropolitana de l'Església catòlica a Burundi.
Al 2019 tenia 1.321.539 batejats d'un total de 1.617.490 habitants. Actualment està regida per l'arquebisbe metropolità Bonaventure Nahimana.

## Territori
L'arxidiòcesi es troba al cor de Burundi, i comprèn la quasi totalitat de la província de Gitega, una gran part de la província de Karuzi, i parts menors de les províncies de Bururi, Muyinga, Mwaro i Rutana.
La seu episcopal és la ciutat de Gitega, on es troba la catedral de Crist Rei
El territori s'estén sobre 3.879 km² i està dividit en 47 parròquies
El vicariat apostòlic de Kivu, que va prendre el nom del llac del mateix nom, va ser erigit el 12 de desembre de 1912 amb el breu Apostolatus munus del papa Pius X, obtenint el territori dels vicariats apostòlics de Victòria-Nyanza meridional (avui arxidiòcesi de Mwanza) i d'Unianyembé (avui arxidiòcesi de Tabora). Incloïa part de l'Àfrica oriental alemanya, corresponent als actuals estats de Ruanda i Burundi, però al sud també s'estenia fins a l'actual Tanzània, per incloure Ujiji i Uvinza. La seu del vicari apostòlic era la ciutat de Kabgayi a Ruanda.
El 1921 va canviar el seu nom a favor del vicariat apostòlic d'Urundi i Kivu.
El 25 d'abril de 1922, amb el breu Exigit apostolicum del papa Pius XI, el vicariat apostòlic es va dividir en dos: el vicariat apostòlic de Ruanda, d'on va sorgir posteriorment la diòcesi de Kabgayi, i el vicariat apostòlic d'Urundi, és a dir, Burundi.
El primer vicari apostòlic d'Urundi, Julien Gorju, va situar la seu del vicariat a Mugera, avui a Tanzània, però el seu successor Antoine Grauls va traslladar la residència a Gitega.
El 12 de juliol de 1926 es van revisar les fronteres meridionals del vicariat apostòlic, que es van fer coincidir amb la frontera entre la colònia belga d' Urundi i la colònia britànica de Tanganyika
El 14 de juliol de 1949 va cedir una part del seu territori en benefici de l'erecció del vicariat apostòlic de Ngozi (avui diòcesi) i al mateix temps, en virtut del decret Cum de Viariatus de la Congregació de Propaganda Fide, va canviar. el seu nom de nou al vicariat apostòlic de Kitega.
L'11 de juny de 1959 va cedir una altra porció de territori en benefici de l'erecció del vicariat apostòlic d'Usumbura (avui arxidiòcesi de Bujumbura).
El 10 de novembre de del mateix any, arran de la butlla Cum parvulum del papa Joan XXIII, el vicariat apostòlic va ser elevat al rang d'arxidiòcesi metropolitana i va prendre el nom d'arxidiòcesi de Gitega.
El 6 de juny de 1961 i el 13 d'abril de 1973 va cedir altres porcions de territori en benefici de l'erecció de les diòcesis de Bururi i Ruyigi respectivament.
El 13 de desembre de 1964, el bisbe auxiliar elegit Gabriel Gihimbare va ser assassinat durant un viatge de caça, en un accident imputable a un assassinat premeditat per motius ètnics.
El 9 de setembre de 1996, l'arquebisbe Joachim Ruhuna va morir en una emboscada mentre viatjava.

## Cronologia episcopal
- Jean-Joseph Hirth, M.Afr. † (12 de desembre de 1912 - 25 d'octubre de 1920 renuncià)
- Julien-Louis-Edouard-Marie Gorju, M.Afr. † (26 d'abril de 1922 - 29 de maig de 1936 renuncià)
- Antoine-Hubert Grauls, M.Afr. † (23 de desembre de 1936 - 16 d'octubre de 1967 renuncià)[7]
- André Makarakiza, M.Afr. † (5 de setembre de 1968 - 6 de novembre de 1982 renuncià)
- Joachim Ruhuna † (6 de novembre de 1982 succeduto - 9 de setembre de 1996 mort)
- Simon Ntamwana (24 de gener de 1997 - 19 de febrer de 2022 jubilat)
- Bonaventure Nahimana, des del 19 de febrer de 2022

## Estadístiques
A finals del 2019, la diòcesi tenia 1.321.539 batejats sobre una població de 1.617.490 persones, equivalent al 81,7% del total.
| any  | població  | població  | població | sacerdots | sacerdots       | sacerdots       | sacerdots             | diàques | religiosos | religiosos | parroquies |
| ---- | --------- | --------- | -------- | --------- | --------------- | --------------- | --------------------- | ------- | ---------- | ---------- | ---------- |
| any  | batejats  | total     | %        | total     | clergat secular | clergat regular | batejats por sacerdot | diàques | homes      | dones      |            |
| 1950 | 394.506   | 1.000.489 | 39,4     | 94        | 24              | 70              | 4.196                 |         | 24         | 122        | 19         |
| 1970 | 514.213   | 816.100   | 63,0     | 105       | 47              | 58              | 4.897                 |         | 103        | 154        | 165        |
| 1980 | 577.555   | 754.993   | 76,5     | 72        | 41              | 31              | 8.021                 |         | 76         | 162        | 112        |
| 1990 | 695.218   | 901.992   | 77,1     | 48        | 43              | 5               | 14.483                |         | 52         | 202        | 23         |
| 1999 | 789.498   | 1.008.216 | 78,3     | 67        | 57              | 10              | 11.783                |         | 64         | 246        | 25         |
| 2000 | 808.648   | 1.024.811 | 78,9     | 88        | 74              | 14              | 9.189                 |         | 60         | 241        | 25         |
| 2001 | 759.656   | 980.952   | 77,4     | 85        | 72              | 13              | 8.937                 | 1       | 56         | 340        | 27         |
| 2002 | 730.358   | 1.006.919 | 72,5     | 92        | 78              | 14              | 7.938                 |         | 61         | 247        | 28         |
| 2003 | 811.285   | 1.056.220 | 76,8     | 78        | 65              | 13              | 10.401                |         | 79         | 320        | 28         |
| 2004 | 835.536   | 1.098.713 | 76,0     | 94        | 81              | 13              | 8.888                 |         | 55         | 308        | 28         |
| 2006 | 878.313   | 1.130.959 | 77,7     | 107       | 94              | 13              | 8.208                 |         | 79         | 336        | 29         |
| 2013 | 1.093.939 | 1.353.723 | 80,8     | 148       | 126             | 22              | 7.391                 |         | 105        | 447        | 42         |
| 2016 | 1.211.000 | 1.463.000 | 82,8     | 166       | 139             | 27              | 7.295                 |         | 130        | 440        | 44         |
| 2019 | 1.321.539 | 1.617.490 | 81,7     | 177       | 151             | 26              | 7.466                 |         | 165        | 655        | 47         |